# Ле-Майе-д’Эколь
Ле-Майе́-д’Эко́ль (фр. Le Mayet-d'École) — коммуна во Франции, находится в регионе Овернь. Департамент коммуны — Алье. Входит в состав кантона Ганна. Округ коммуны — Виши.
Код INSEE коммуны — 03164.

## Население
Население коммуны на 2008 год составляло 271 человек.
| 1962 | 1968 | 1975 | 1982 | 1990 | 1999 | 2008 |
| ---- | ---- | ---- | ---- | ---- | ---- | ---- |
| 285  | 296  | 265  | 236  | 272  | 260  | 271  |

## Экономика

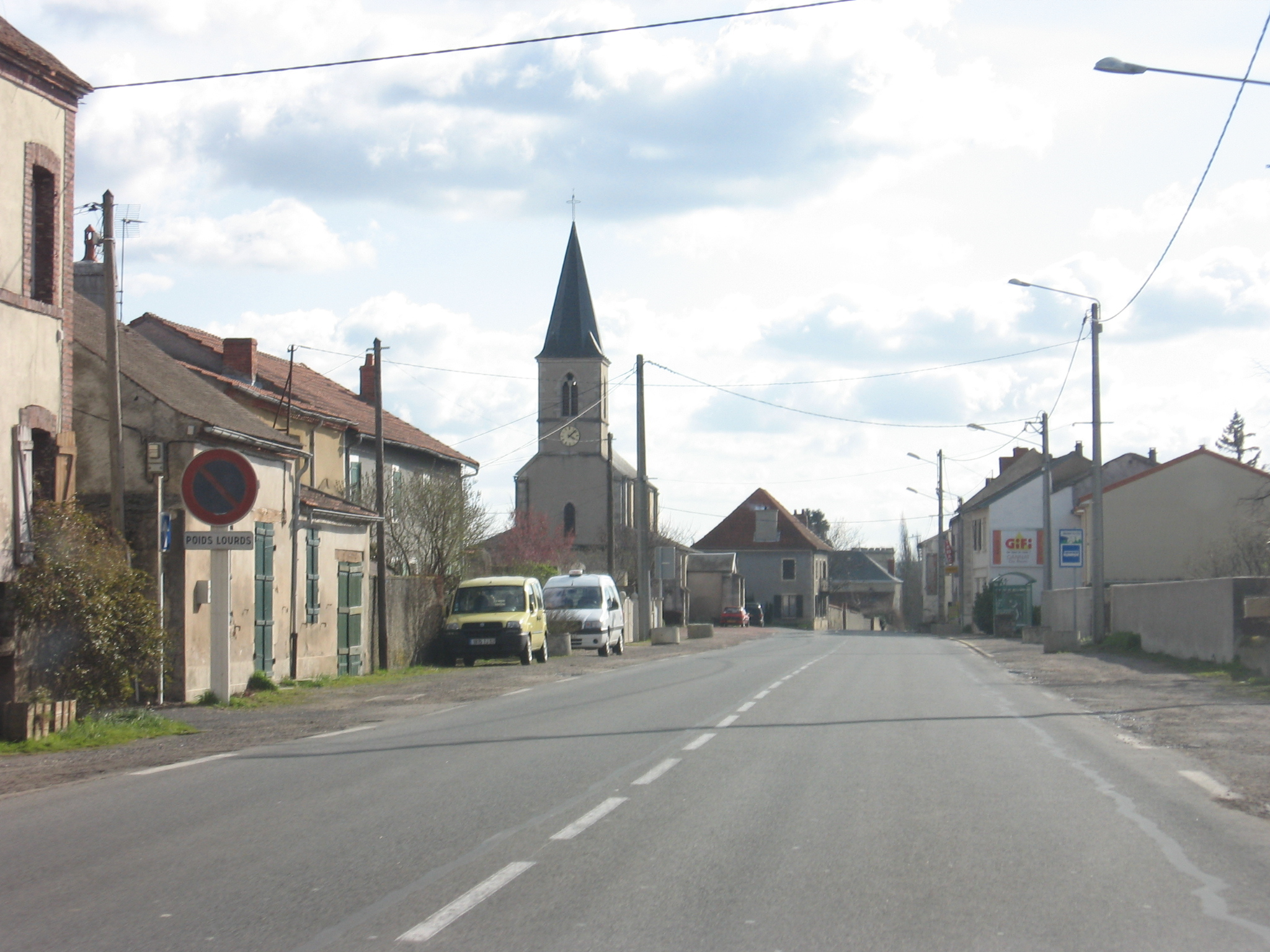
Ле-Майе-д’Эколь

В 2007 году среди 165 человек в трудоспособном возрасте (15—64 лет) 113 были экономически активными, 52 — неактивными (показатель активности — 68,5 %, в 1999 году было 67,3 %). Из 113 активных работали 100 человек (62 мужчины и 38 женщин), безработных было 13 (7 мужчин и 6 женщин). Среди 52 неактивных 12 человек были учениками или студентами, 14 — пенсионерами, 26 были неактивными по другим причинам.